# Kuujjuarapiks flygplats
Kuujjuarapik Airport är en flygplats i Kanada. Den ligger i den östra delen av landet, 1 100 km norr om huvudstaden Ottawa. Kuujjuarapik Airport ligger 21 meter över havet.
Terrängen runt Kuujjuarapik Airport är platt. Havet är nära Kuujjuarapik Airport åt nordväst. Trakten runt Kuujjuarapik Airport är nära nog obefolkad, med mindre än två invånare per kvadratkilometer.. Närmaste större samhälle är Kuujjuarapik, 1,1 km öster om Kuujjuarapik Airport. 